# (8716) Ginestra
(8716) Ginestra est un astéroïde de la ceinture principale.

## Description
(8716) Ginestra est un astéroïde de la ceinture principale. Il fut découvert le 23 septembre 1995 à Colleverde par Vincenzo Silvano Casulli. Il présente une orbite caractérisée par un demi-grand axe de 3,15 UA, une excentricité de 0,11 et une inclinaison de 12,8° par rapport à l'écliptique.

## Compléments